# Ракверський театр
Ра́кверський теа́тр (ест. Rakvere Teater) — професійний театр в естонському місті Раквере, відкритий 24 лютого 1940 року.

## Історія
Ракверський театр був збудований на кошти зібрані містом. Його урочисте відкриття відбулось 24 лютого 1940 року. Наступного дня в ньому пройшла перша вистава — драма Августа Кіцберга «У вихорі вітрів».
За радянських часів — це був найменший театр СРСР. Через невелику кількість жителів Раквере, театру доводилось багато гастролювати, щоб мати змогу продовжувати своє існування. В рідному місті спектаклі ставились лише по неділях.
В 1989 році через складну політичну і соціальну ситуацію в країні, театр опинився на межі закриття — зменшилась кількість глядачів, театр залишила частину трупи і показ нових спектаклів припинився. Але театр вдалось зберегти. Одним з кроків, що допоміг його збереженню, стало проведення нетрадиційного театрального фестивалю. Їм став «БалтоСкандал», який проходить у Ракверському театрі кожні два роки починаючи з 1994.

## Галерея
|                                    |
| Скульптури перед входом до театру. |

|                                   |
| Вид на Ракверський театр з парку. |